# Хворостянське
Хворостя́нське (рос. Хворостянське, башк. Хворостянка) — присілок у складі Хайбуллінського району Башкортостану, Росія. Входить до складу Самарської сільської ради.
Населення — 230 осіб (2010; 263 в 2002).
Національний склад:
- башкири — 60%
- росіяни — 37%